# Palazzo Muscèttola di Luperano
Il palazzo Muscèttola di Leporano (storpiato in Luperano) o villa Conigliera è un palazzo monumentale storico di Napoli ubicato in vicolo Luperano, nella nota zona detta il  Cavone.

## Storia
L'edificio è appartenuto ai principi di Leporano. Nel XV secolo il palazzo venne fatto edificare da Alfonso II di Napoli come casino di caccia ai numerosi conigli che popolavano l'area e la residenza si estendeva fino alla Strada dell'Infrascata (attuale via Salvator Rosa); il progetto fu redatto da Giuliano da Maiano che realizzò, secondo gli scritti di Giovanni Battista Chiarini, un edificio difettoso, cioè senz'aria e senza giochi d'acqua (per via delle cattive condizioni della zona).
Come già detto il palazzo passò, alla morte di Alfonso, ai principi di Leporano che rimaneggiarono l'edificio lasciando il cortile in piperno e una conchiglia incavata che ospitava lo stemma dei Muscèttola, poi rimosso agli inizi del XX secolo.
Di notevole è rimasto solo il cortile in piperno ad arcate; questo venne successivamente chiuso per far posto a botteghe, ma dell'antica struttura del cortile si possono notare le nicchie che probabilmente ospitavano busti e decorazioni pregiate.